# Thương Hà

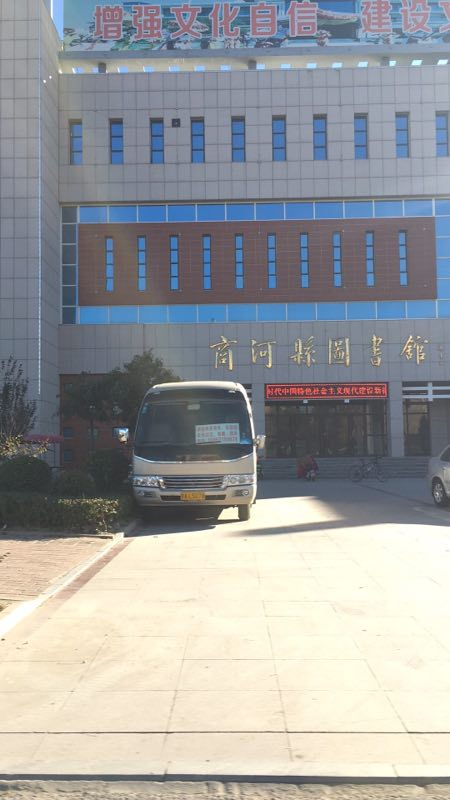

Thương Hà (giản thể: 商河县; phồn thể: 商河縣; bính âm: Shānghé Xiàn, Hán Việt: Thương Hà huyện) là một huyện nằm ở cực bắc địa cấp thị Tế Nam, tỉnh Sơn Đông, Trung Quốc. Huyện này có diện tích 1.163,19 km², dân số năm 2018 là 580.600 người.

## Phân chia hành chính
Tính đến năm 2012, huyện Thương Hà quản lý 12 đơn vị hành chính gồm 2 nhai đạo, 5 trấn, 5 hương.